# Seznam nosilcev srebrnega znaka usposobljenosti SV - vojaški reševalec
Seznam nosilcev srebrnega znaka usposobljenosti SV - vojaški reševalec.

## Seznam
(datum podelitve - ime)
- 1. junij 2001 - Rafael Kolbl - Boštjan Kostanjšek - Rajko Lotrič - Klemen Medja - Matija Perko - Marko Pogorevc - Bojan Pograjc - Marko Prezelj - Tadej Pušavec - Marjan Ručigaj